# Noturnall
Noturnall ist eine brasilianische Progressive- und Power-Metal-Band aus São Paulo. Die Band ist das Nachfolgeprojekt von Shaman.

## Geschichte
Während der Produktion eines neuen Studioalbums 2013 der Vorgängerband Shaman kam es zu unterschiedlichen Positionen hinsichtlich der Stilentwicklung innerhalb der Gruppe, weshalb ihr verbliebener Begründer Ricardo Confessori die Band offiziell auflöste. Die restlichen Bandmitglieder entschieden sich jedoch die Arbeit fortzusetzen und das Album unter dem neuen Bandnamen „Noturnall“ 2014 zu veröffentlichen. Für die Produktion zeichnete Russell Allen (Symphony X) mitverantwortlich. Als Ersatz am Schlagzeug für Confessori stieß Aquiles Priester (u. a. ehemals Angra, Primal Fear) hinzu.

## Diskografie
Studioalben
- 2014: Noturnall (CD; Voice Music)
- 2015: Back to Fuck You Up! (CD; Voice Music)
- 2017: 9 (CD; Voice Music / Rockshots Records)
- 2023: Cosmic Redemption (CD; Dynamo Records)

Konzertalben
- 2014: First Night Live (DVD; Voice Music)
- 2020: Live! Made in Russia (DVD; Voice Music)
- 2024: Cosmic Live Tour (3xCD+DVD, Voice Music)

Singles
- 2016: Wake up!
- 2019: Scream for me
- 2022: Reset the Game

## Musikvideos
- 2014: Nocturnal Human Side (feat. Russel Allen) (Regie: Russel Allen)
- 2014: No Turn at All (Regie: Russel Allen)
- 2014: Woman in Chains (feat. Maria Odette) (Regie: Alex Batista)
- 2017: Hearts as One
- 2018: Mysterious (Regie: Junior Carelli, Felipe Cremogema)
- 2018: Pain Unplugged (Regie: Fernando Quesada, Monica Lima, Junior Carelli)
- 2018: This is Life Unplugged (Regie: Fernando Quesada, Monica Lima, Junior Carelli)
- 2018: Sugar Pill Unplugged (Regie: Fernando Quesada, Monica Lima, Junior Carelli)
- 2018: The Blame Game Unplugged (Regie: Fernando Quesada, Monica Lima, Junior Carelli)
- 2019: Scream for me (feat. Mike Portnoy) (Regie: Rodrigo Rossi, Thiago Bianchi)
- 2023: Try Harder (Regie: Thiago Bianchi, Danilo de França & Yan Badachu)
- 2024: Shadows (Walking Through) (Regie: Yan Badachu)